# František Šimáček

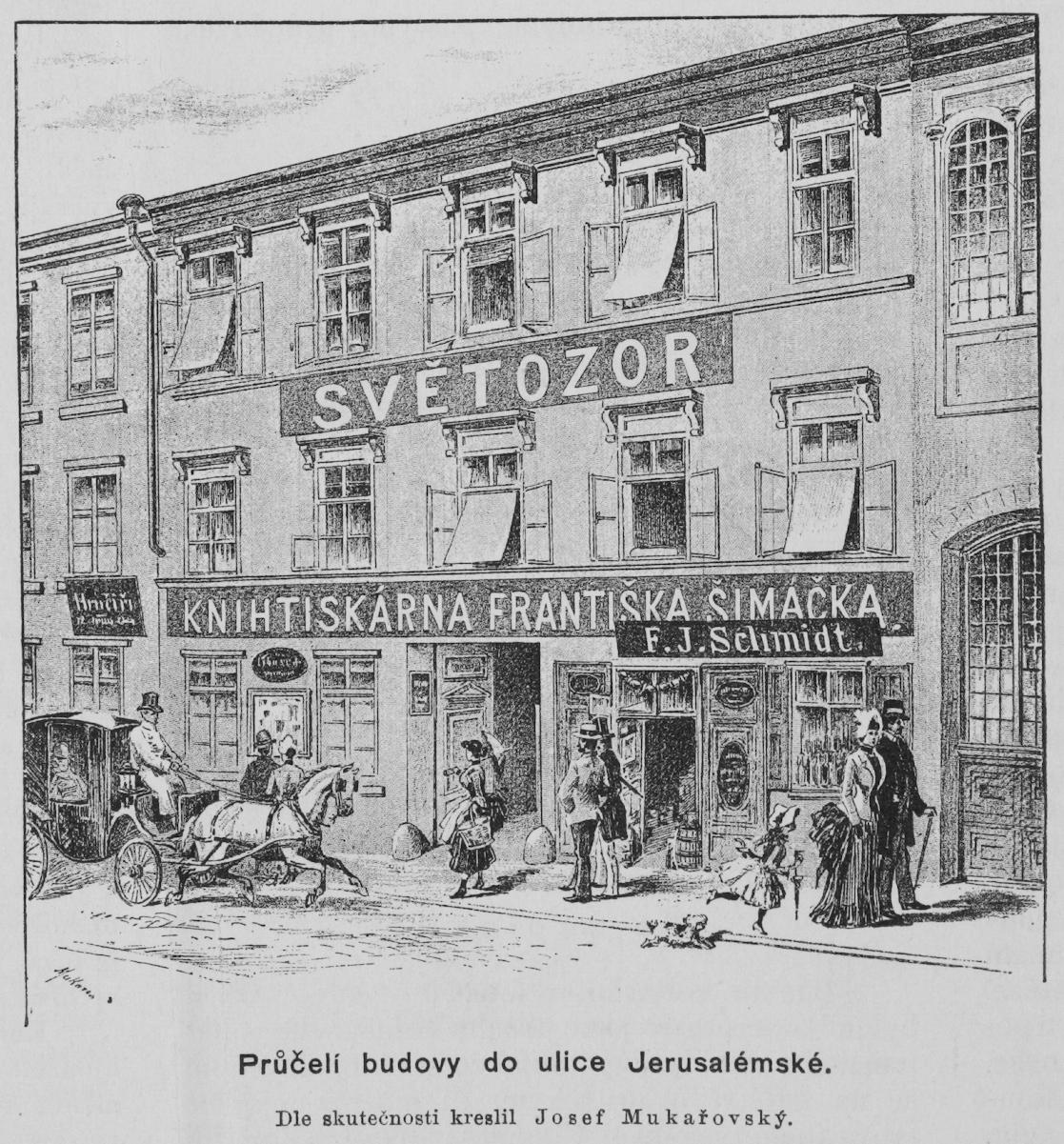
Knihtiskárna Františka Šimáčka při Jeruzalémské ulici v Praze (nakreslil český malíř a ilustrátor Josef Mukařovský)

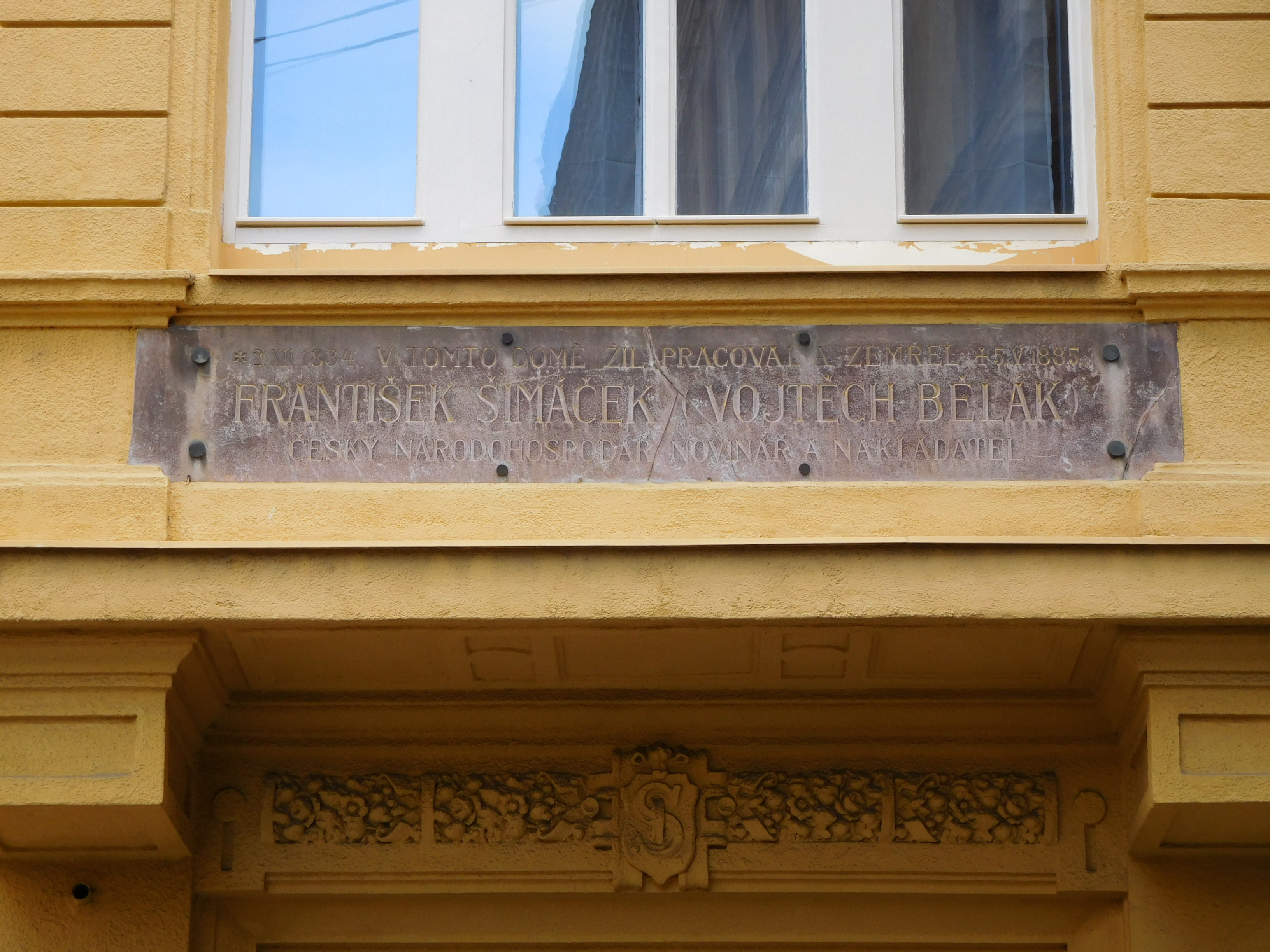
Pamětní deska Františka Šimáčka v Jeruzalémské ulici

František Šimáček (2. prosince 1834 Kostelec nad Labem – 5. května 1885 Praha) byl český novinář, nakladatel, spoluzakladatel Živnostenské banky a propagátor svépomocných spolků. Psal také pod pseudonymem Vojtěch Bělák.

## Biografie
Vystudoval v Praze pražskou polytechniku a učitelský ústav. V roce 1855 uveřejnil své první články v časopisech Zlaté klasy a Pražské noviny. Roku 1857 založil časopis Posel z Prahy. Vycházel desetkrát ročně a formálně jako kniha, nikoliv noviny, aby nebylo nutné žádat o úřední povolení. V době končícího Bachova absolutismu to byl důležitý český politický list, srovnávaný svým kulturním významem s o rok mladším almanachem Máj (1858). V souladu se Sladkovského heslem „Spolčujme se“ věnoval velký prostor propagaci svépomocných spolků a družstev. Po vzoru poctivých pionýrů Rochdalských v Anglii 1843 a Schulze-Delitzsche v Německu pobízel čtenáře k organizování záložen, které by poskytovaly půjčky (zálohy) malým živnostníkům. Později zaměřil svou pozornost také na podporu škol, především odborných, které jsou předpokladem pro rozvoj řemesel a hospodářství.

### Publicistika a Posel z Prahy
V roce 1860 došlo k částečnému politickému uvolnění a Šimáček požádal o povolení k vydávání Posla z Prahy jako novin. To ale nedostal, a tak v roce 1861 nastoupil do redakce Národních listů. Podílel se na vydání prvního čísla tohoto později nejvýznamnějšího českého deníku, které vyšlo 1. ledna 1861. Jako redaktor byl kvůli článkům několikrát pokutován i vězněn. V roce 1864 konečně dostal povolení vydávat vlastní list, Národ, který byl zamýšlen coby konkurence k Národním listům, na rozdíl od nichž měl vyjadřovat oficiální stanoviska předáků českého národního hnutí Palackého a Riegra. Vedení listu se mu ale nedařilo, po dvou letech jej pro velké finanční ztráty zastavil.
Roku 1863 znovu začal vydávat Posla z Prahy, tentokrát jako týdeník s přílohami Spojenými silami (která informovala o organizování českých záložen) a Národní hospodář. V roce 1868 se účastnil založení první české Živnostenské banky jako člen její komise pro vypracování stanov. Podnikání propagoval také vlastním příkladem a časopiseckými statěmi, které vydal souborně ve spisu Cesta ku zámožnosti pro jednotlivce i celý národ: sbírka národohospodářských listů a úvah psaných za heslem "Vlastní silou!"(1881). Jeho první manželkou byla Ludmila Barbora Křížková (1844–1879), jedna z dcer sládka Křížka od Halánků. Svatba se konala 26. října 1863 v kostele sv. Jiljí. Roku 1864 se narodil první syn Jaroslav, roku 1865 Ludmila vstoupila do Náprstkova Amerického klubu dám, podle jeho návodu si založila obchod na prodej šicích strojů, v roce 1866 se narodil druhý syn Bohuslav. Brzy po té již Ludmila v klubu přednášela a své přednášky také vydala tiskem.

### Tiskárna a nakladatelství
Roku 1879 Šimáček založil tiskárnu a nakladatelství, pro něž v klasicistním domě čp. 1283/II v Jeruzalémské ulici na Novém Městě pražském dal v letech 1879-1880 přistavět dvorní křídlo a jeho syn ještě přistavěl sklad štočků. V nakladatelství vydal například Hrady a zámky české Augusta Sedláčka, Studničkův Zeměpis, Sebrané spisy Václava Beneše Třebízského, knižní edici Kabinetní bibliotheka a další významná díla odborné literatury, beletrie a poezie, soustavně například spisy Zeyerovy nebo Vrchlického. V posledních dvou letech života vydával časopis Světozor. V 80. letech převzal nakladatelství a knihtiskárnu s otcovým jménem mladší syn Bohuslav (1866–1945), roku 1900 se nakladatelství spojilo do firmy Šimáček & Šolc. Knihtiskárna se roku 1900 stala součástí České grafické unie.

### Politika
Angažoval se i v politice, byť kvůli tehdejšímu českému bojkotu zákonodárných sborů prakticky do parlamentního života nezasáhl. V letech 1872–1873 zasedal na Českém zemském sněmu. V prvních přímých volbách do Říšské rady roku 1873 získal i mandát v Říšské radě (celostátní zákonodárný sbor), kde reprezentoval kurii venkovských obcí, obvod Karlín, Brandýs nad Labem ad. V souladu s tehdejší českou opoziční politikou pasivní rezistence ale mandát nepřevzal a do sněmovny se nedostavil. Jeho mandát tak byl prohlášen za zaniklý z důvodu absence. Podobně pasivně reagoval na svůj mandát v zemském sněmu.
V době rostoucích rozporů mezi staročechy a mladočechy se snažil razit střední cestu mezi oběma politickými tábory a po jistý čas dokonce uvažoval o založení třetí strany.
František Šimáček byl ceněn pro své vlastenectví, které projevoval snahou o rozvoj vzdělání a hospodářství, i když za života měl i množství názorových odpůrců. Za základ štěstí národa pokládal hmotný blahobyt, kterého lze dosáhnout jen poctivou prací s podnikáním. Nebyl řečníkem a veřejným vystoupením se spíše vyhýbal; dával vždy přednost písemnému projevu, někdy i ke své škodě. Kromě rozvoje záložen stál i u vzniku pojišťovny Praha a českého vinařského spolku.

### Smrt
Zemřel po krátké plicní nemoci, týden po smrti své druhé manželky Marie Šimáčkové.
Na jeho smrt reagoval jeho synovec a šéfredaktor Světozoru Matěj Anastasia Šimáček básní Za Františkem Šimáčkem.

## Citát
- „Kdo vám namluviti chce, že můžete zbohatnouti jinak nežli spořivostí a prací, toho vyžeňte z příbytku svého, totě travič“ (původně od Benjamina Franklina)[7]